# Блуждающий огонь
«Блуждающий огонь, или Крыло-и-Крыло» (англ. The Wing-and-Wing; Or, Le Feu-Follet, иногда переводят «Блуждающий огонёк») — историко-приключенческий роман американского писателя Джеймса Фенимора Купера, опубликованный в 1842 году.
Действие романа происходит на Средиземном море в 1798—1799 годах, во время Войны второй коалиции. Рауль Ивар, капитан французского корсарского судна «Блуждающий огонь», влюбляется в юную Джиту Караччиоли. Та отвечает взаимностью, но её семья сочувствует англичанам. Рауль попадает в плен, Джита добивается отсрочки его казни, затем Рауль совершает побег, но в схватке с англичанами получает смертельную рану.

## Оценки
«Блуждающий огонь» имел успех у читателей. При этом многие сетовали на печальный финал, и звучали даже предложения переписать его, но Купер не поддался на уговоры. «Что касается того, чтобы выдать Джиту за этого плута-атеиста Рауля, то пусть дамы простят меня, — заявил он в одном из писем. — Я предпочитаю убить его, а её поместить в женский монастырь!».
Биограф писателя С. Иванько охарактеризовал «Блуждающий огонь» как «сентиментальную историю, рассказанную умело и со знанием морского дела».

## Издания на русском языке
- Джеймс Фенимор Купер. Блуждающий огонь. Переводчик не указан. СПб.: Издательство П. П. Сойкина, 1906.
- Джеймс Фенимор Купер. Блуждающий огонь. Перевод Ольги Григорьевой. М.: Клуб семейного досуга, 2017.